# Divokost v srdci
Divokost v srdci (v originále En plein cœur) je francouzský hraný film z roku 1998, který režíroval Pierre Jolivet podle románu En cas de malheur Georgese Simenona. Snímek měl premiéru ve Francii dne 25. listopadu 1998.

## Děj
Cécile a Samira jsou dvě mladé kamarádky, kterým po neúspěšné loupeži hrozí vězení. Cécile požádá o zastoupení Michela Farneseho, právníka, kterému předtím ukradla peněženku. Díky falešnému svědectví bývalého přítele je Cécile osvobozena. Brzy se z Cécile a Michela Farnese stanou milenci.

## Obsazení
| Gérard Lanvin     | Michel Farnese  |
| Virginie Ledoyen  | Cécile Maudet   |
| Carole Bouquet    | Viviane Farnese |
| Guillaume Canet   | Vincent Mazet   |
| Aurélie Vérillon  | Samira          |
| Jean-Pierre Lorit | Antoine         |
| Denis Podalydès   | Martorel        |
| Anne Le Ny        | Bordenave       |
| Nadia Barentin    | Lili            |
| Mar Sodupe        | Luisa           |
| Pierre Martot     | policista       |
| Rachid Hafassa    | Kirouane        |

## Ocenění
- César: nominace na nejslibnějšího herce (Guillaume Canet)